# Felipe Garcia Gonçalves
Felipe Garcia Gonçalves (Porto Alegre, 6 novembre 1990) è un calciatore brasiliano, attaccante del São Bernardo.

## Carriera
Ha giocato nella seconda divisione brasiliana.